# Saint-Julien-du-Puy

Saint-Julien-du-Puy este o comună în departamentul Tarn din sudul Franței. În 2009 avea o populație de 399 de locuitori.

## Evoluția populației
| An        | 1975 | 1982 | 1990 | 1999 | 2006 | 2009 |
| --------- | ---- | ---- | ---- | ---- | ---- | ---- |
| Populație | 391  | 390  | 348  | 352  | 383  | 399  |